# صومعه اسقف بزرگ پچ
صومعه اسقف بزرگ پچ (صربی: Манастир Пећка патријаршија؛ آلبانیایی: Patrikana e Pejës) یک صومعهٔ ارتدکس صربی سدهٔ میانی واقع‌شده در نزدیکی شهر پچ، کوزوو است. این صومعه که در سدهٔ سیزدهم ساخته شد، محل سکونت اسقف‌های صربی شد. این صومعه در سدهٔ چهاردهم گسترش یافت. مجموعهٔ صومعه شامل چندین کلیسا می‌شود و در طول سده‌های میانه و اوایل دوران امروزی به عنوان آرامگاه یادمانی اسقف‌های صرب به کار می‌رفت. از سال ۲۰۰۶، این بنا بخشی از یک میراث جهانی یونسکو به عنوان «بناهای قرون وسطایی در کوزوو» است.